# Iuliu Hossu
Iuliu kardinál Hossu (30. ledna 1885, Milaş – 28. května 1970, Bukurešť) byl rumunský řeckokatolický duchovní, biskup klužsko-gherlaský a kardinál. Katolická církev jej uctívá jako blahoslaveného mučedníka.

## Život

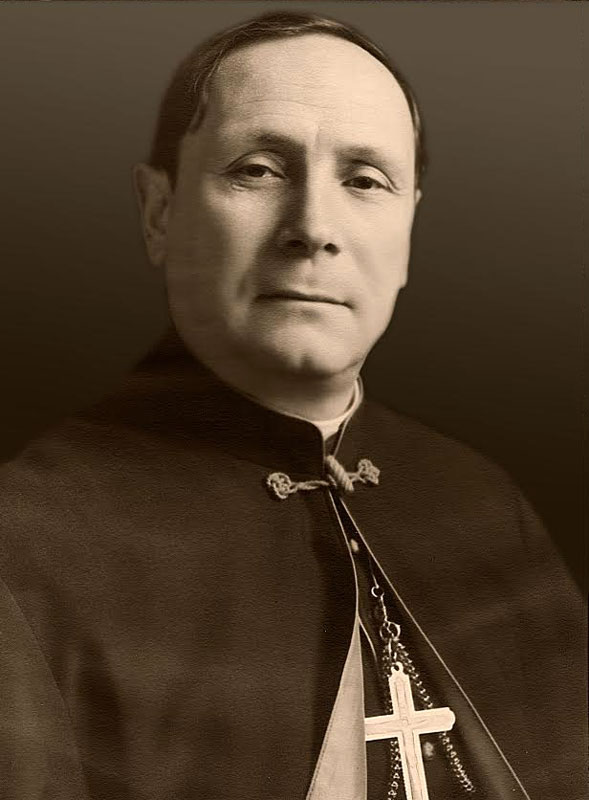
Fotografie

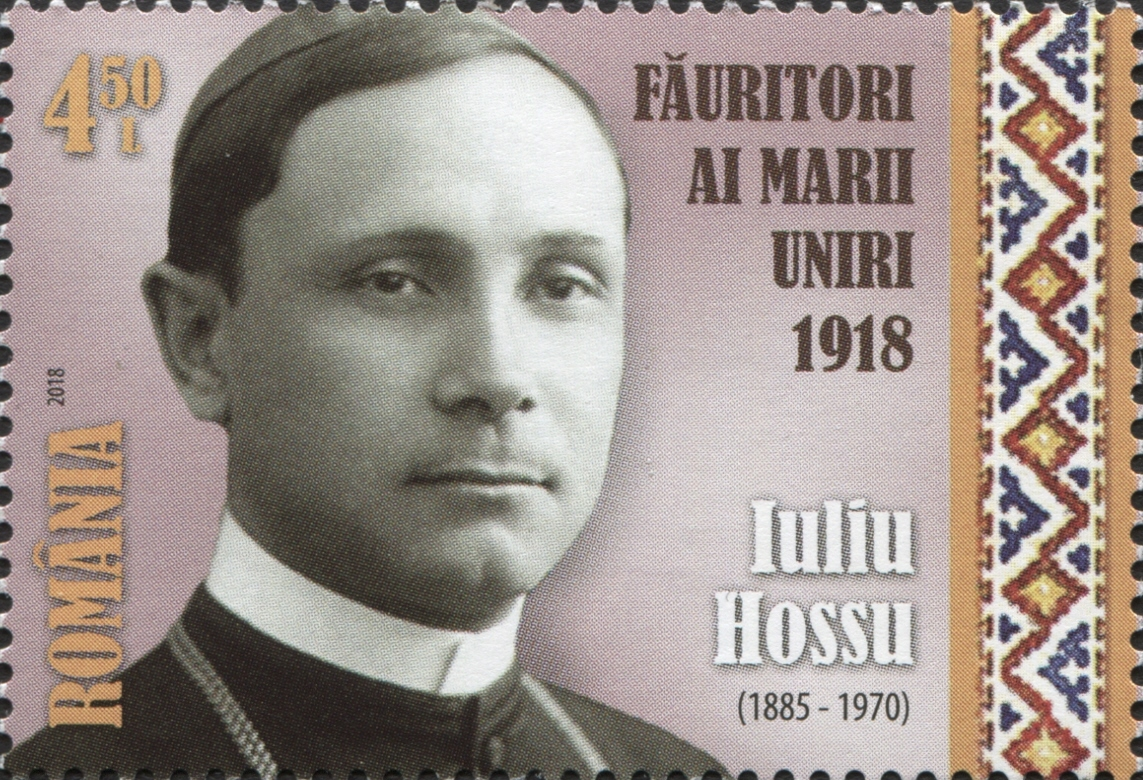
Znázornění bl. Iulia Hossu na rumunské poštovní známce z roku 2018

Narodil se dne 30. ledna 1885 v Milaș rodičům Ioanu Hossuovi a Victorii Măriuțiu. Po dokončení základních studií studoval nejprve na Vídeňská univerzitě a později na Papežské univerzitě Urbaniana, kde roku 1906 získal doktorát z filosofie a roku 1908 z teologie.
Dne 27. března 1910 jej biskup Vasile Hossu vysvětil na kněze. Poté působil rok jako archivář a v letech 1911–1914 zastával funkci sekretáře svého biskupa. Během první světové války působil jako vojenský kaplan.
Dne 3. března 1917 jej císař bl. Karel I. jmenoval biskupem gherlaské eparchie. Papež Benedikt XV. jmenování 17. dubna téhož roku potvrdil. Biskupské svěcení přijal od biskupa Victora Mihaly de Apșa dne 4. prosince 1917. Spolusvětitely pak byly biskupové Demetriu Radu a bl. Valeriu Traian Frențiu.

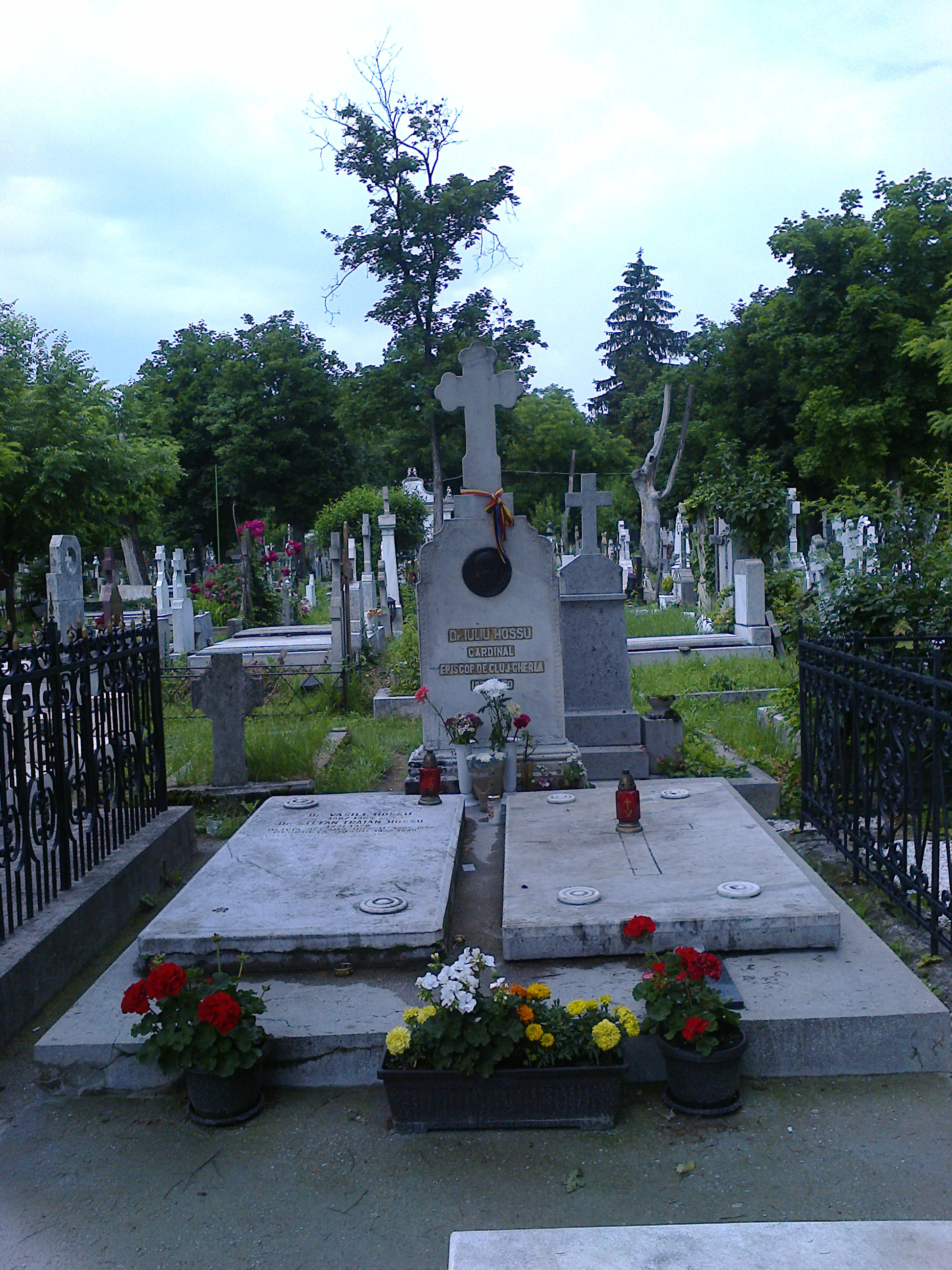
Hrobka bl. Iulia Hossu na hřbitově Bellu v Bukurešti

Roku 1930 bylo sídlo jeho eparchie přesunuto z Gherla do Kluž a eparchie přejmenována na klužsko-gherlaskou. Dne 16. září 1936 byl jmenován asistentem papežského stolce, čímž obdržel titul monsignore.
Roku 1948 se postavil proti nové komunistické vládě v Rumunsku a její perzekuce katolické církve, načež byl zatčen a až do konce svého života uvězněn. Dne 28. dubna 1969 jej papež sv. Pavel VI. in pectore (v utajení) jmenoval kardinálem. Toto jmenování bylo zveřejněno až po jeho smrti dne 5. března 1973.
Zemřel dne 28. května 1970 v nemocnici v Bukurešti. Dne 7. prosince 1982 byly jeho ostatky exhumovány a pohřbeny na hřbitově Bellu v Bukurešti.

## Úcta
Jeho beatifikační proces byl zahájen dne 28. ledna 1997, čímž obdržel titul služebník Boží. Dne 19. března 2019 podepsal papež František dekret o jeho mučednictví.
Blahořečen byl spolu s několika dalšími rumunskými biskupy a mučedníky dne 2. června 2019 ve městě Blaj. Obřadu předsedal během své návštěvy Rumunska papež František.
Jeho památka je připomínána 28. května. Bývá zobrazován v biskupském rouchu.